# Скривена мана
Скривена мана (енгл. Inherent Vice) роман је америчког књижевника Томаса Пинчона објављен августа 2009. У питању је постмодернистички детективски роман који се одиграва крајем шездесетих у Лос Анђелесу. Главни јунак је Лари Док Спортело, приватни детектив и љубитељ марихуане, кога бивша девојка упућује да истражи мистериозне околности везане за нестанак милијардера Микија Вулфмана. И док у свету полако замиру психоделична култура и хипи утопијa шездесетих, а друштво постаје све више под присмотром и репресијом центара моћи, Спортело се уплиће у бизарну мрежу мотива и теорија завера, који на крају не доносе никакво логично разрешење. Иако је заплет испреплетен, сматра се Пинчоновим најприступачнијим остварењем.
Израз Скривена мана (Inherent Vice) у енглеском језику има више значења. Између осталих може да означава недостатак на неком предмету који временом доводи до његове деструкције, затим хришћанску идеју да се сви људи због првобитног греха рађају грешни. Такође, израз је више пута употребљен у роману Признања Вилијама Гадиса, који је снажно утицао на америчке постмодернистичке писце (Пинчона, Делила, Макелроја). У роману је присутан велики број рефернци на телевизијске серије, поп музику и филмове шездесетих, као и референце на знамените књижевне детективе Шерлока Холмса, Филипa Марлоуa и Сема Спејда.
Скривена мана адаптирана је у истоимени филм у режији Пола Томаса Андерсона 2014, што је први и једини покушај да се неки Пинчонов роман екранизује. Књигу је на српски језик превела Нина Ивановић Муждека.